# Lisa Loeb
Pour les articles homonymes, voir Loeb.
Lisa Anne Loeb (née le 11 mars 1968 à Bethesda, Maryland) est une chanteuse américaine. Elle connut son premier grand succès en 1994 avec la chanson Stay (I Missed You) (en), qu'on retrouve dans la bande originale du film Reality bites.

## Discographie

### Albums
- 1989 : Liz and Lisa
- 1990 : Liz and Lisa - Days Were Different
- 1992 : Purple Tape
- 1994 : Tails
- 1997 : Firecracker
- 2002 : Cake and Pie
- 2002 : Hello Lisa
- 2003 : Catch the Moon
- 2004 : The Way It Really Is
- 2006 : The Very Best Of Lisa Loeb
- 2013 : No Fairy Tale
- 2017 : Lullaby Girl
- 2020 : A Simple Trick To Happiness

### Singles
- 1994 : Stay (I Missed You) (en)
- 1995 : Do you sleep
- 1995 : Taffy
- 1996 : Waiting for Wednesday
- 1997 : I do
- 1998 : Let's Forget About it
- 2000 : Underdog
- 2004 : Fools Like Me
- 2006 : Anti Hero (duo avec Rin')
- 2007 : Jenny Jenkins

## Dans la fiction
Elle apparaît dans la série télévisée Gossip Girl (saison 1, épisode 17 et saison 6, épisode 10), dans la sitcom Teachers, dans la sitcom Une nounou d'enfer (saison 5, épisode 3), dans la sitcom La Fête à la maison : 20 ans après (saison 5, épisode 8) ainsi que dans That '90s Show (saison 2 épisode 2).